# Diogo Dalot
José Diogo Dalot Teixeira, född 18 mars 1999 i Braga, är en portugisisk fotbollsspelare som spelar för Premier League-klubben Manchester United. Han representerar även det portugisiska landslaget.

## Klubbkarriär

### Porto
Dalot kom som nioåring till Portos ungdomslag. Den 28 januari 2017 debuterade han för FC Porto B i en 2–1-förlust mot Leixões.
Dalot tävlingsdebuterade för Porto den 13 oktober 2017 i en 6–0-vinst över Lusitano i Portugisiska cupen. Dalot gjorde sin Primeira Liga-debut den 18 februari 2018 i en 5–0-vinst över Rio Ave, där han blev inbytt i den 74:e minuten mot Alex Telles.

### Manchester United
Den 6 juni 2018 värvades Dalot av Manchester United, där han skrev på ett femårskontrakt. Den 4 oktober 2020 lånades Dalot ut till italienska Milan på ett låneavtal över säsongen 2020/2021. I maj 2023 förlängde han sitt kontrakt i Manchester United fram till sommaren 2028.